# Luka (gmina Luka)
Luka – wieś w Chorwacji, w żupanii zagrzebskiej, w gminie Luka. W 2011 roku liczyła 416 mieszkańców.